# كريستوف دوراند
كريستوف دوراند (بالفرنسية: Christophe Durand)‏ هو لاعب تنس الطاولة فرنسي، ولد في 5 أبريل 1973 في ديسين-شاربيو في فرنسا.

## روابط خارجية
- كريستوف دوراند على موقع Paralympic.org (الإنجليزية)
- كريستوف دوراند على موقع اللجنة البارالمبية الفرنسية (الفرنسية)